# 红岩乡 (华蓥市)
红岩乡，是中华人民共和国四川省广安市华蓥市下辖的一个乡镇级行政单位。

## 行政区划
红岩乡下辖以下地区：
南湾村、瓦店村、芭蕉村、高顶村、茶园村和红岩村。